# Lista lucrărilor pentru pian și orchestră ale compozitorilor din Moldova
Aceasta este o listă de compoziții pentru pian și orchestră ale compozitorilor din Moldova. Pentru o descriere a formelor muzicale conexe, vedeți articolele concert și concert pentru pian.

## Concerte pentru pian și lucrări în formă concertantă
- K. Romanov. Concert № 1 pentru Pian și Orchestră (în 3 mișcări) (1920) [1]
- K. Romanov. Concert № 2 pentru Pian și Orchestră (în 3 mișcări) (1921–1924)
- Polyakov. Concert № 1 pentru Pian și Orchestră (în 3 mișcări) (1948)
- D. Fedov. Concert № 1 pentru Pian și Orchestră (în 3 mișcări) (1955) [2]
- Polyakov. Concert № 2 pentru Pian și Orchestră (în 3 mișcări) (1955)
- D. Fedov. Concert № 2 pentru Pian și Orchestră (în 3 mișcări) (1970)
- E. Doga. "Sonnet" pentru Clavecin (Pian) și Pop Orchestră (monopartit) (1973)[3][4][5]
- B. Verkhola. Concert pentru Pian și Orchestră (1974)
- S. Lobel. Concert pentru Pian și Orchestră (în 3 mișcări) (1978)
- V. Zagorschi. "Diafonii" pentru Pian și Orchestra de Corzi (1980)[6]
- V. Rotaru. Concert-Rapsodie pentru Pian și Orchestra de Corzi (în 2 mișcări) (1981) [7]
- B. Dubosarschi. Concert pentru Pian și Orchestră  (în 3 mișcări) (1983)
- G. Ciobanu. Rapsodie-Concert № 1 pentru Pian și Orchestră (monopartit) (1984)
- G. Ciobanu. Concert № 2 pentru Pian și Orchestră "Nostalgie de sărbătoare" (monopartit) (1988)
- Simonov. Concert-Poem pentru Pian și Orchestră în memoria lui A. Babajanyan (1990)
- A. Koroid. Concert pentru Pian și Orchestră (monopartit) (1991)
- L. Știrbu. Concert pentru Pian și Orchestră (monopartit) (1992, redacția a doua - 2013)
- G. Ciobanu. "Moment Bacovian" pentru Pian și Orchestră (monopartit) (1998) [8]
- Z. Tkaci. Concert pentru Pian și Orchestră (monopartit) (2002) [9][10]
- A. Timofeev. Concert pentru Pian și Orchestră (în 3 mișcări) (2003, redacția a doua - 2015) [11][12]
- V. Doni. "Fantezie Balcanică" pentru Pian și Orchestră (monopartit) (2011) [13][14][15]
- V. Ciolac. Concert pentru Pian și Orchestră (monopartit) (2013) [16]
- A. Timofeev. Concert pentru Două Piane și Orchestra de Cameră (în 3 mișcări) (2014) [17][18]
- L. Știrbu. Concert pentru Pian, Vioară și Orchestră  (în 7 mișcări) (2016) [19]